# カップ・アルコナ (客船)
カップ・アルコナ (Cap Arcona) は、ドイツのクルーズ客船でハンブルク・南アメリカ航路に就航していた。1945年にイギリス空軍により沈められた。本船にはドイツの収容所に収容されていた人が乗っており、多くが犠牲となった。

## 船歴

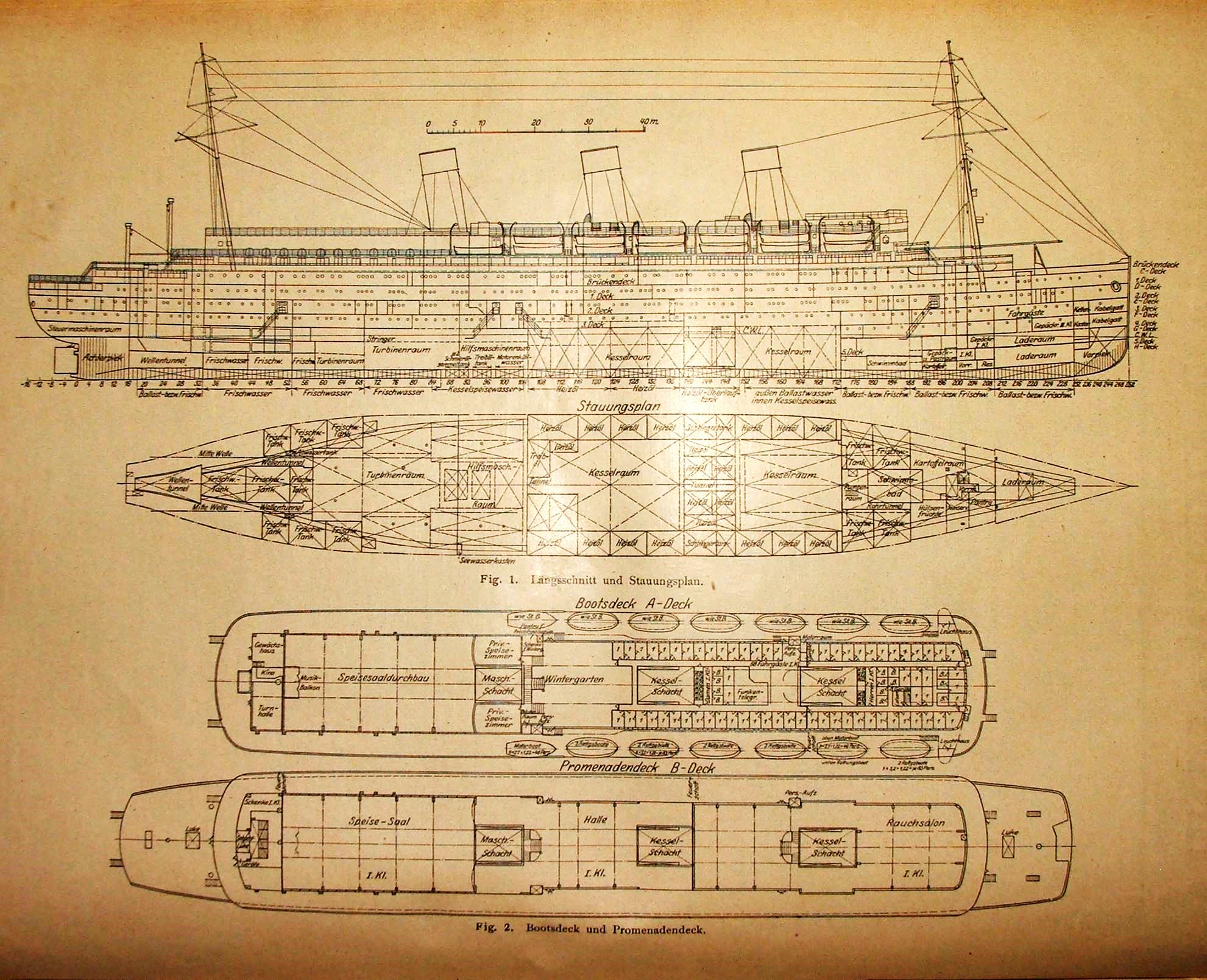
カップ・アルコナの図面

27,500総トンのカップ・アルコナは、メクレンブルク＝フォアポンメルン州にあるリューゲン島のアルコナ岬から命名され、1927年に進水した。当時、最も美しい船の一つとされていたカップ・アルコナは、ハンブルク・南アメリカライン（Hamburg Südamerikanische Dampfschifffahrts-Gesellschaft, ハンブルク・スッド、2017年にマースクラインにより買収）の船団の旗艦として、ハンブルク・ブエノスアイレス航路に就航し、上流階級の旅行者やsteerage-class（最下等船室）の移民を、主に南アメリカへ運んでいた。
1940年、カップ・アルコナはドイツ海軍に接収され、バルト海のゴーテンハーフェンの岸壁で宿泊艦として使用された。1942年、ナチス・ドイツ製作の映画『タイタニック』において、タイタニックの代役として使用された。1944年終わり、カップ・アルコナは東プロイセンからドイツ西部への避難民の輸送に使われた。

## 沈没
ヨーロッパでの戦争の最後の数週間、スウェーデンの外交官で赤十字社副総裁のフォルケ・ベルナドッテは、ドイツの収容所からデンマーク人とノルウェー人の収容者を中立国スウェーデンへ移送していた。この計画は「白バス」として知られる。実際はこの計画には他の国の人も含まれていた。
1945年4月26日、カップ・アルコナはハンブルク付近のノイエンガンメ強制収容所から収容者を乗せ、二隻の小型船Athenとティールベクと共にリューベック湾へ移動した。
1945年4月30日、二隻のスウェーデン船MagdalenaとLillie Matthiessenが収容者を乗せてリューベック湾を発った。
1945年5月3日、カップ・アルコナ、ティールベクと病院船に改装された客船ドイッチュラントがイギリス軍機によって沈められた。沈められた三隻には7千から8千人の収容者が乗っていた。半数はロシア人とポーランド人捕虜で、他はフランス、デンマーク、オランダなど24カ国の人であった。岸にたどり着いた生存者は親衛隊に射殺されたが、350人が逃げ延びた。約490名の乗員や親衛隊員がドイツの船に救助された。

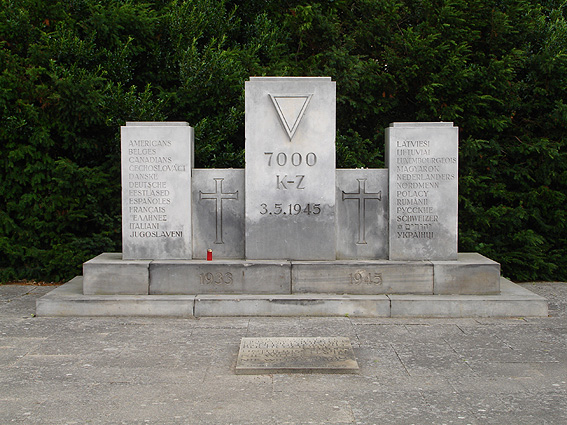
カップ・アルコナ沈没犠牲者の慰霊碑